# Lobelia illota
Lobelia illota är en klockväxtart som beskrevs av Mcvaugh. Lobelia illota ingår i släktet lobelior, och familjen klockväxter. Inga underarter finns listade i Catalogue of Life.